# Turniej Nordycki 2009
Turniej Nordycki 2009 to 13. edycja Turnieju Nordyckiego (Skandynawskiego) w historii skoków narciarskich. Po raz pierwszy w ramach turnieju rozegrany był konkurs lotów. Po raz pierwszy też nie odbyły się zawody w Oslo – Holmenkollen. Zawody turnieju zostały rozegrane na czterech różnych skoczniach – w Lahti, Kuopio, Lillehammer i Vikersund.

## Zwycięzcy konkursów
| Lp | Data          | Miejsce     | 1. miejsce            | 2. miejsce       | 3. miejsce            |
| -- | ------------- | ----------- | --------------------- | ---------------- | --------------------- |
| 1. | 8 marca 2009  | Lahti       | Gregor Schlierenzauer | Simon Ammann     | Dmitrij Wasiljew      |
| 2. | 10 marca 2009 | Kuopio      | Takanobu Okabe        | Simon Ammann     | Adam Małysz           |
| 3. | 13 marca 2009 | Lillehammer | Harri Olli            | Dmitrij Wasiljew | Gregor Schlierenzauer |
| 4. | 15 marca 2009 | Vikersund   | Gregor Schlierenzauer | Simon Ammann     | Dmitrij Wasiljew      |

## Skocznie
|  | Miejsce      | Skocznia        | Punkt-K | Hill Size | Rekord                             |
|  | ------------ | --------------- | ------- | --------- | ---------------------------------- |
|  | Lahti,       | Salpausselkä    | K-90    | HS 97     | 98,5 m (Adam Małysz, Janne Ahonen) |
|  | Kuopio,      | Puijo           | K-120   | HS 127    | 135,5 m (Masahiko Harada)          |
|  | Lillehammer, | Lysgårdsbakken  | K-123   | HS 138    | 143 m (Gregor Schlierenzauer)      |
|  | Vikersund,   | Vikersundbakken | K-185   | HS 207    | 219 m (Roland Müller, Harri Olli)  |

## Klasyfikacja końcowa 2009
| Miejsce | Zawodnik                 | Występy | Punkty |
| ------- | ------------------------ | ------- | ------ |
| 1       | Gregor Schlierenzauer    | 4       | 1114,9 |
| 2       | Harri Olli               | 4       | 1114,3 |
| 3       | Simon Ammann             | 4       | 1095,0 |
| 4       | Dmitrij Wasiljew         | 4       | 1086,9 |
| 5       | Adam Małysz              | 4       | 1066,9 |
| 6       | Martin Schmitt           | 4       | 1056,4 |
| 7       | Wolfgang Loitzl          | 4       | 1037,4 |
| 8       | Thomas Morgenstern       | 4       | 1019,6 |
| 9       | Martin Koch              | 4       | 1013,9 |
| 10      | Matti Hautamäki          | 4       | 1012,0 |
| 11      | Andreas Küttel           | 4       | 1011,8 |
| 12      | Robert Kranjec           | 4       | 1002,5 |
| 13      | Noriaki Kasai            | 4       | 952,5  |
| 14      | Emmanuel Chedal          | 4       | 879,6  |
| 15      | Anders Jacobsen          | 4       | 861,6  |
| 16      | Anders Bardal            | 4       | 849,4  |
| 17      | Michael Neumayer         | 4       | 846,8  |
| 18      | Daiki Itō                | 4       | 834,1  |
| 19      | Roman Koudelka           | 4       | 828,5  |
| 20      | Jakub Janda              | 4       | 761,2  |
| 21      | Markus Eggenhofer        | 3       | 749,8  |
| 22      | Ville Larinto            | 4       | 743,2  |
| 23      | Johan Remen Evensen      | 4       | 711,9  |
| 24      | Takanobu Okabe           | 3       | 694,2  |
| 25      | Michael Uhrmann          | 4       | 687,9  |
| 26      | Andreas Kofler           | 4       | 657,3  |
| 27      | Stefan Hula              | 4       | 653,2  |
| 28      | Roar Ljøkelsøy           | 4       | 639,1  |
| 29      | Shōhei Tochimoto         | 4       | 636,0  |
| 30      | Kalle Keituri            | 3       | 600,2  |
| 31      | Tom Hilde                | 4       | 582,9  |
| 32      | Jernej Damjan            | 3       | 579,6  |
| 33      | Erik Simon               | 4       | 572,3  |
| 34      | Robert Hrgota            | 4       | 570,7  |
| 35      | Primož Pikl              | 4       | 503,7  |
| 36      | Fumihisa Yumoto          | 3       | 499,6  |
| 37      | Stephan Hocke            | 3       | 476,0  |
| 38      | Jon Aaraas               | 4       | 444,9  |
| 39      | Lukas Müller             | 3       | 439,8  |
| 40      | Nikołaj Karpienko        | 3       | 389,9  |
| 41      | Pascal Bodmer            | 2       | 376,0  |
| 42      | Pawieł Karielin          | 2       | 352,7  |
| 43      | Ilja Roslakow            | 3       | 304,3  |
| 44      | Vegard Haukø Sklett      | 1       | 302,3  |
| 45      | Sebastian Colloredo      | 2       | 294,5  |
| 46      | Christian Ulmer          | 1       | 284,4  |
| 47      | Felix Schoft             | 2       | 232,6  |
| 48      | Łukasz Rutkowski         | 1       | 203,5  |
| 49      | Wołodymyr Boszczuk       | 1       | 203,3  |
| 50      | Dienis Korniłow          | 1       | 195,5  |
| 51      | Vincent Descombes Sevoie | 2       | 172,0  |
| 52      | Sami Niemi               | 2       | 170,9  |
| 53      | Ondřej Vaculík           | 2       | 166,2  |
| 54      | Yūta Watase              | 2       | 153,9  |
| 55      | Kamil Stoch              | 2       | 143,2  |
| 56      | Aleksiej Korolow         | 2       | 134,6  |
| 57      | Stefan Thurnbichler      | 1       | 112,4  |
| 58      | Kim Hyun-ki              | 1       | 93,5   |
| 59      | Jussi Hautamäki          | 1       | 82,8   |
| 60      | Kim René Elverum Sorsell | 1       | 77,5   |
| 61      | Roberto Dellasega        | 1       | 75,6   |
| 62      | Anders Johnson           | 1       | 73,0   |
| 63      | Dmitrij Ipatow           | 1       | 69,3   |
| 64      | Kai Kovaljeff            | 1       | 61,5   |
| 65      | Andreas Arén             | 1       | 55,8   |
| 66      | Mika Kauhanen            | 1       | 54,3   |